# Pseudolampona spurgeon
Pseudolampona spurgeon là một loài nhện trong họ Lamponidae. Loài này được phát hiện ở Queensland.